# Evje og Hornnes

Aust-Agder megye elhelyezkedése Norvégiában.

Evje og Hornnes község elhelyezkedése Aust-Agder megyében.

Evje og Hornnes község (norvégül kommune) Norvégia déli Sørlandet földrajzi régiójában, Aust-Agder megyében.
A község közigazgatási központja Evje falu. Evje og Hornnes község úgy jött létre 1960-ban, hogy a korábbi önálló Evje község egyesült a Hornnes falu központú korábbi községgel.
Evje og Hornnes község területe 550 km², népessége 3327 fő (2008. január 1-jén).

## Nevek

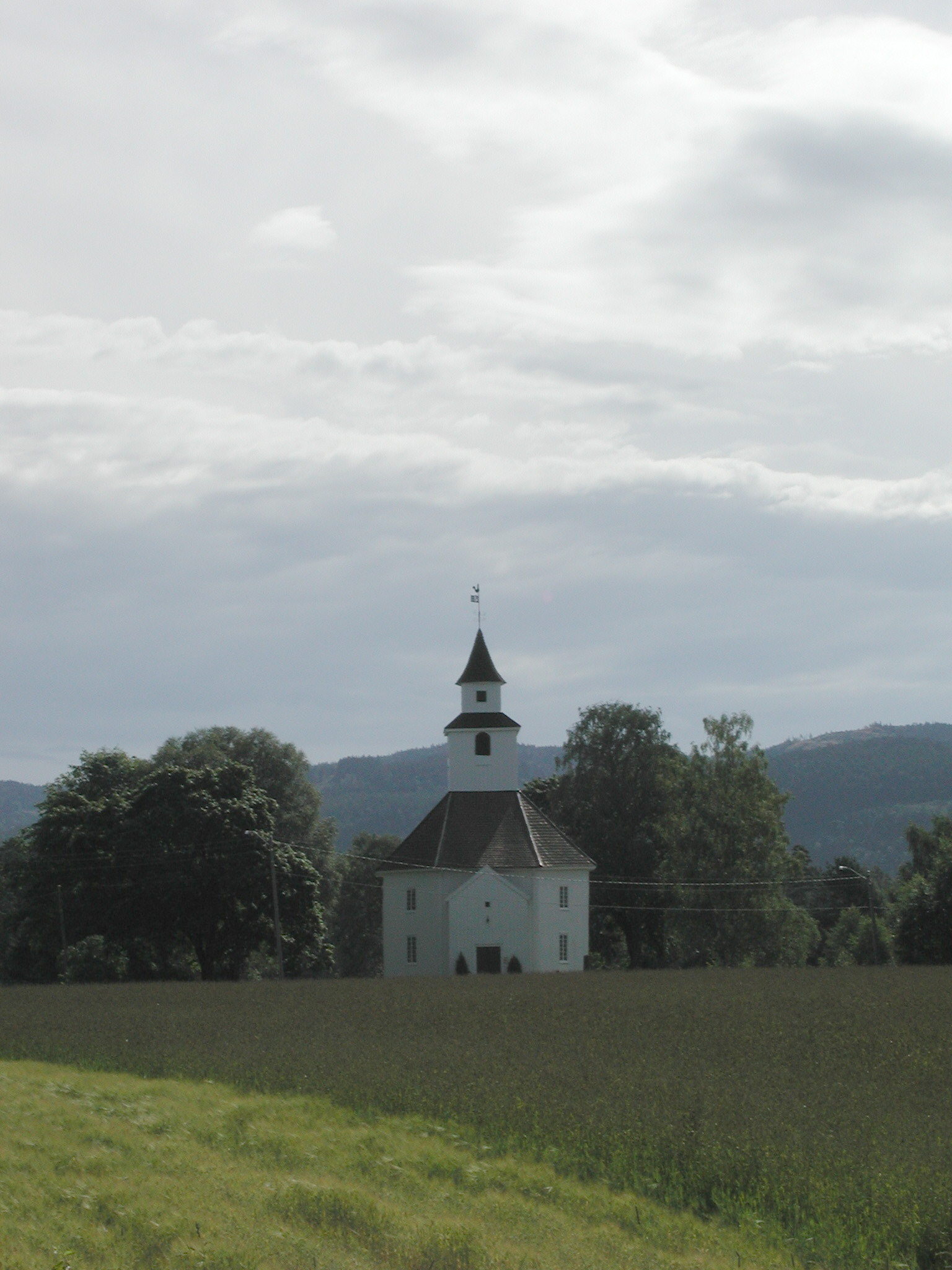
Hornnes temploma.

Evje község, illetve a létrehozása előtt, az első itteni templom körül kialakult egyházközség egy régi birtokról kapta nevét (óészaki Efja). Az óészaki szó jelentése „forgó” (vízben).
Hornnes hasonlóképp egy régi birtokról kapta nevét (óészaki Hornnes). A szó előtagja, horn jelentése „szarv”, nes jelentése „földnyelv”, így az egész szó szarv alakú földnyelvet jelölt.

## Címere
Címerét a község 1992-ben kapta, a rajta szereplő két bányászcsille a község bányaiparára utal.

## Földrajza

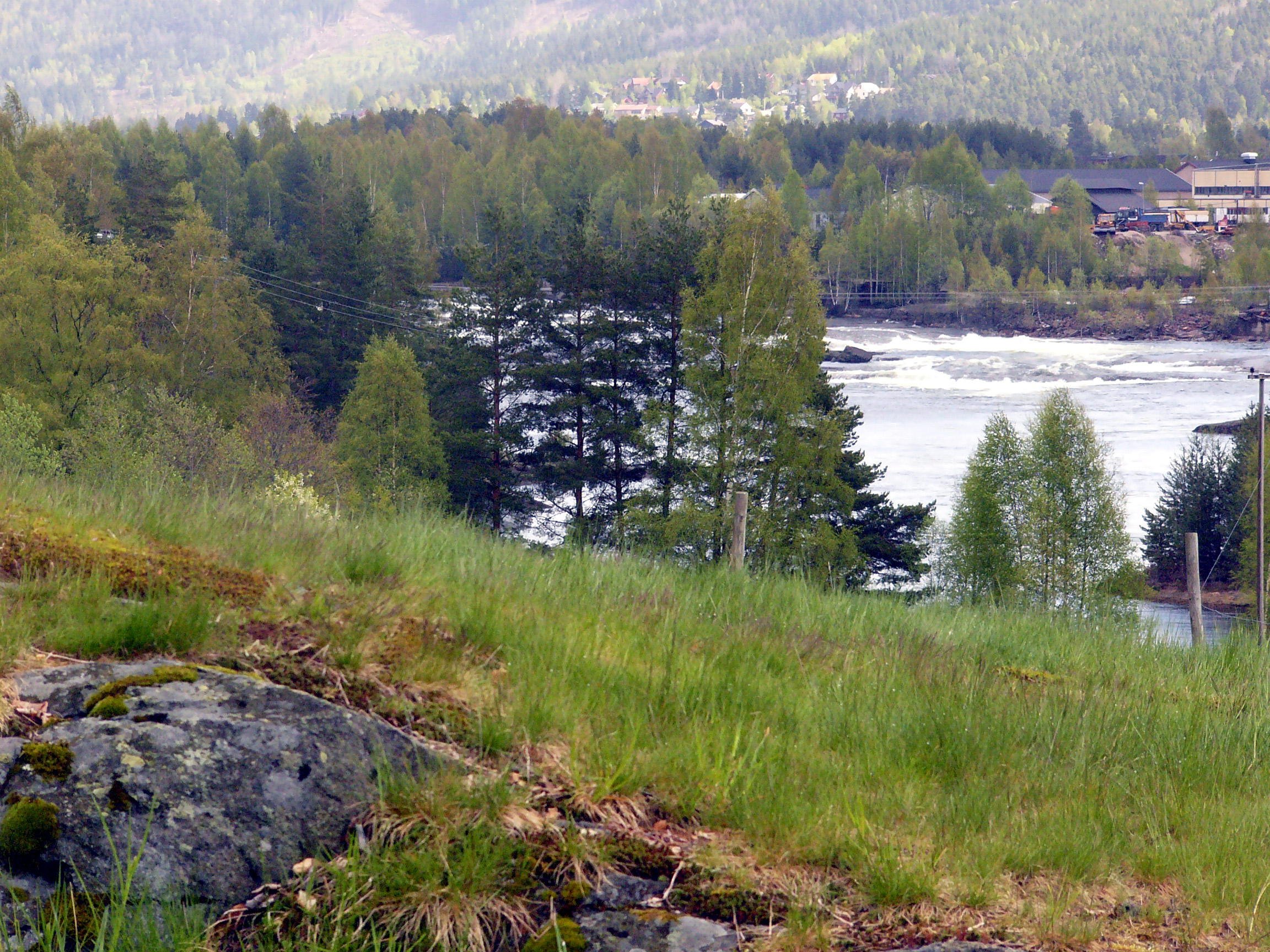
Fennefoss, az Otra folyóval, Evje közelében.

Aust-agder megyei szomszédai északkeleten Bygland és Froland községek, délkeleten Birkenes és Iveland. Nyugati szomszédai - Åseral, Audnedal, Marnardal és Vennesla - Vest-Agder megyéhez tartoznak.
Sørlandet régió legnagyobb folyója, az Otra Kristiansand felé tartva keresztülvág Evje og Hornnesen.

## Geológiája
A község az ősi balti pajzs délnyugati szegélyén helyezkedik el. A vidék kőzeteire a kambrium előtti gneisz, illetve a szomszédos Ivelandba is átnyúló metagabbro tömb a jellemző.

## Gazdasága
A vidék messze földön híres geológiai, ásványi gazdagságáról.
A nyár folyamán turisták ezrei látogatják meg Evjét. A ritkán lakott község természeti szépségeiről ismert és számos szabadtéri programot kínál az ideérkezőknek, mint a rafting, az úszás, a horgászat, ásványgyűjtés, bányalátogatás stb.
Evje bevásárlóközpontja regionális jelentőségű.
A község némi iparral is rendelkezik, például a Skibspalst nevű cég üvegszálas hajókat gyárt itt.

## Külső hivatkozások
- Evje og Hornnes honlapja (norvégül)
- Norvég nyelvű térképen